# ОШ „Олга Петров” Банатски Брестовац
ОШ „Олга Петров” једна је од основних школа у општини Панчево. Налази се у улици Олге Петров 1 у Банатском Брестовцу. Име је добила по Олги Петров, учитељици, учесници Народноослободилачке борбе и народном хероју Југославије која је рођена 1. децембра 1921. године у насељу Баранда, код Панчева.

## Историја
Године 1951—52. почиње са радом пети разред са 65 ученика и шести са 36 ученика. Године 1958. школа добија назив „Олга Петров” и има преко 800 ученика, 12 секција. Године 1971. насеље добија нову школску зграду око које се уређује парк, нови намештај, седам кабинета, дванаест учионица и просторије за продужени боравак деце.
Маја 1975. у школском дворишту је изграђен спортски полигон, игралишта за мали фудбал, кошарку и одбојку. Школе у Вршцу, Баранди, Падинској Скели и Банатском Брестовцу носе име „Олге Петров” и развијају исту друштвену делатност, усвајају Повељу о Братимљењу 1975—76. Основна школа „Олга Петров” је 8. априла 1978. била домаћин општинског такмичења у саобраћају, учествовало је осам ученика освојивши осмо место.
Године 1986—87. је започета акција „Научимо да пливамо” и од тада се традиционално одржава. Године 1987—88. се уводи учење енглеског језика у школи. У току 1987. године 60-оро деце је оболело од жутице у насељу. Од 1990-их креће одржавање пролећних кросева и такмичења. Године 1996—97. Црвени крст и школа организују акцију „Друг другу” где су прикупљени школски прибор, средства за хигијену и стари уџбеници. Од тада школа редовно учествује у акцијама Црвеног крста.

## Догађаји
Догађаји основне школе „Олга Петров”:
- Дечија недеља
- Спортски дан[5]
- Дан заљубљених[5]
- Дан лепих речи[5]
- „Чепом до осмеха”
- Сунчана јесен живота[5]
- Шеширијада[5]
- „Олимпијско дружење”
- Илустрација породице – израда „Породичног стабла”[5]
- Ликовни и литерарни конкурс „Моја породица”[5]
- Дечији вашар – колачаријада[5]
- Пролећни карневал у Омољици
- Школска слава Свети Сава
- Изложба кућних љубимаца[5]